# Christina Fleming
Christina Fleming, tidigare Fleming af Liebelitz, född 15 november 1675 i Stockholm, död 20 november 1703, var en svensk hovfröken.

## Biografi
Christina Fleming föddes 1675 i Stockholm. Han var dotter till Claes Fleming af Liebelitz och Anna Cruus. Fleming upphöjdes till grevinna 20 december 1687, tillsammans med sin mor och syskon. Ätten introducerades i Sveriges riddarhus 1689 som nummer 26. Hon blev 1691 hovjungfru hos drottning Ulrika Eleonora den äldre. Fleming avled 1703 och begravdes 22 maj 1704 i Jacobs kyrka, Stockholm, samt nedsattes i Cruusgraven i Helgarö kyrka.

### Familj
Fleming gifte sig 2 mars 1702 med kaptenen Jesper Cruus af Edeby (1664–1702), som var son till landshövding Gustaf Cruus af Edeby i Kalmar län och friherrinnan Anna Berendes. Cruus och Fleming fick tillsammans barnen Fredrik Cruus och kornetten Gustaf Jesper Cruus (1702–1727).